# Masstransiscope
Masstransiscope（マストランジスコープ）は、ニューヨーク、ブルックリンにある地下鉄のトンネルで、残像効果により絵が動いて見えるパブリックアートである。
アニメーション手法の一つであるパラパラマンガやフェナキストスコープなどの原理が使われている。

## 解説
1980年にビル・ブランドによって作られた。

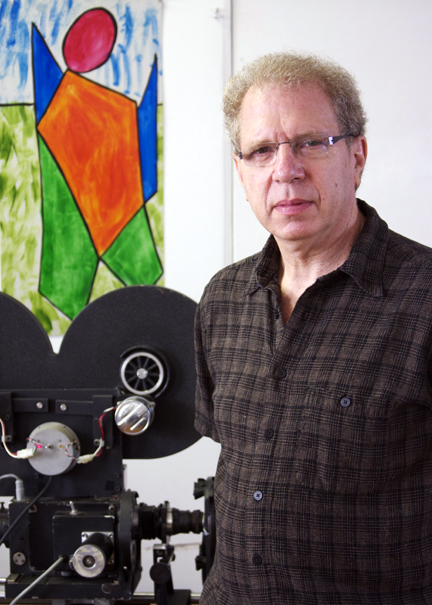
2011年のビル・ブランドとMasstransiscopeのモデル

乗客からは絵画が動いているように見える。反射素材で作られた長さ300フィート程の絵画で構成されている。線路の近くにいくつかのスリットがあり、そこから覗く仕組みになっている。蛍光灯で明るく照らされており、より見やすくなるよう設計されている。
2012年に一旦作り直され、今のようになった。